# 1,2,3-トリニトロベンゼン
1,2,3-トリニトロベンゼン（英語: 1,2,3-trinitrobenzene）は、トリニトロベンゼンの異性体の1つ。